# Jean-Louis Berlandier
Jean-Louis Berlandier (1803-1851) est un naturaliste, médecin et anthropologue franco-mexicain. Berlandier est né dans la région rurale près de Fort l'Écluse, près de la frontière de la France avec la Suisse et a suivi une formation de botaniste à Genève. Pendant ce temps, il a probablement fait un apprentissage chez un pharmacien.

## Biographie
Dans sa vingtaine, sur la recommandation de son mentor, Augustin Pyrame de Candolle, il rejoint une expédition scientifique mexicaine en tant que biologiste et spécialiste des plantes. Berlandier arrive à Pánuco, dans l'état mexicain de Veracruz, en décembre 1826. Il a recueilli des plantes dans les environs avant de poursuivre au Texas, dans le cadre de la Commission de la frontière mexicaine. La commission a quitté la ville de Mexico le 10 novembre 1827, sous le commandement de Manuel de Mier y Terán. Berlandier fait des collections botaniques près de Laredo, au Texas, en février 1828 et autour de San Antonio, Gonzales, et San Felipe en mars, avril, et en mai 1828. Après un bref séjour à l'intérieur du pays à cause du paludisme, il est retourné à San Antonio. Il a recueilli des spécimens botaniques, a pris des notes sur les espèces animales, et recueilli des informations sur plus de quarante tribus amérindiennes dans le territoire environnant, avec un accent particulier sur le Comanche. À l'automne de 1828, avec un groupe de 30 soldats mexicains dirigés par le colonel José Francisco Ruiz, Berlandier accompagné des chefs Comanche Reyuna et El Ronca sur un ours et Bison américain chasse sur les terres ouvertes nord-ouest de San Antonio[pas clair]. Du 19 novembre au 18 décembre, Berlandier a accompagné Ruiz à la découverte des mines d'argent sur le fleuve San Saba. Le 3 février 1829, il a également rejoint une force dirigée par Antonio Elosua pour réprimer un soulèvement contre le commandant Presidio à Goliad.
Une fois la commission dissoute en novembre 1829, Berlandier s'installe à Matamoros, Tamaulipas, et est devenu médecin. Il fait des voyages de collecte botaniques et animales supplémentaires au Texas et dans d'autres régions du Mexique, y compris le retour à Goliad en 1834. Berlandier a compilé des informations détaillées sur les expéditions, y compris les catalogues de plantes, d'animaux et de groupes amérindiens. Cette information est parmi les premières études ethnologiques des tribus des plaines du sud. Un de ses manuscrits originaux, datée de 1834, est actuellement détenu par le musée de Gilcrease à Tulsa, Oklahoma.
Berlandier servit en tant que capitaine, cartographe, et aide de camp dans l'armée du Nord du Mexique au moment du déclenchement des hostilités entre les États-Unis et le Mexique au printemps 1846, sous le commandement du général (futur président) Mariano Arista. Le capitaine Berlandier a dessiné les premiers croquis des cartes de la bataille de Palo Alto (8 mai 1846), qui se trouvent maintenant dans la Bibliothèque du Congrès. Les connaissances approfondies de Berlandier de la région du sud du Texas et de Tamaulipas, qu'il a recueilli lors de ses explorations sur le terrain pour recueillir des spécimens botaniques, a été inestimable au général Arista. Après le traité de Guadalupe Hidalgo qui mit fin aux combats en février 1848, Berlandier fut invité en 1850 à participer à la Commission de la frontière internationale pour définir la frontière entre le Mexique et les États-Unis. L'abréviation Berland est utilisée pour indiquer un individu comme l'auteur en citant un nom botanique.